# Brent Hayden
Brent Hayden (Maple Ridge, 20 de outubro de 1983) é um nadador canadense.
Em 2007 obteve seu maior título, foi campeão mundial em Melbourne 2007 dos 100 metros livres.
Nos Jogos Olímpicos de Atenas 2004, ficou em 5º lugar no 4x200m livres, 9º no 4x100m livres, 10º no 4x100m medley e 13º nos 200m livres. Em Pequim 2008, 5º nos 4x200m livres, 6º nos 4x100m livres, 10º nos 4x100m medley, 14º nos 100m livres, e 17º nos 200m livres.